# Anticoma aberrans
Anticoma aberrans är en rundmaskart som först beskrevs av Eberth 1863.  Anticoma aberrans ingår i släktet Anticoma och familjen Anticomidae. Inga underarter finns listade i Catalogue of Life.